# گریگور تر-گریگوریان (نویسنده)
گریگور (گیگی) آرامی تر-گریگوریان (ارمنی: Գրիգոր Տեր-Գրիգորյան؛  زادهٔ ۱۵ ژانویهٔ ۱۹۱۶ - درگذشته ۵ نوامبر ۱۹۸۱) نویسنده، طنزپرداز، ویراستار و نمایشنامه‌نویس اهل ارمنستان بود.

## زندگی‌نامه
وی در ۱۵ ژانویه ۱۹۱۶ در ایروان به دنیا آمد و از دانشگاه ملی پلی‌تکنیک ارمنستان (۱۹۳۹) و دانشگاه دولتی علوم پرورشی خاچاطور آبوویان ارمنستان (۱۹۴۷) فارغ‌التحصیل گشت. وی عضو اتحادیه نویسندگان شوروی بود. همچنین برندهٔ جوایزی همچون نشان پرچم سرخ کار، نشان برجسته افتخار و چهره هنری شایسته ارمنستان شوروی شده است. وی در ۵ نوامبر ۱۹۸۱ در سن ۶۵ سالگی در ایروان درگذشت.